# Intranet
Intranet je korišćenje tehnologija baziranih na Internetu u okviru organizacije, a u cilju podrške komunikaciji i pristupu informacijama. Može se reći da je Intranet „privatni Internet“.
Termin je prvi put upotrebljen 1995. godine u engl. Digital News & Review 
u tekstu autora engl. Stephen Lawton, „Intranets Fuel Growth of Internet Access Tools“.
Intranet nastaje kada se u okviru jedne kompanijske mreže primene Internet rešenja, kada koriste TCP/IP protokol, web server, mail server i drugi serveri.
Intranet pruža podršku svim funkcijama kompanije i omogućava kretanje od „ostrvaca informacija“ ka mrežama koje omogućavaju bolju komunikaciju i timski rad. 
Podacima se pristupa sa jednog jedinstvenog interfejsa.
Intranet daje mogućnost da se lakše publikuju informacije neophodne za rad zaposlenih u okviru kompanije, pri čemu treba uspostaviti stroge sigurnosne zahteve kako bi se sprečila zloupotreba i njihovo neovlašćeno korišćenje. Takođe se mora kontrolisati objavljivanje informacija kako bi se sprečila nepreciznost i onemogućio protok neprikladnih informacija.